# Oreumenes decoratus
Oreumenes decoratus är en stekelart som först beskrevs av Smith 1852.  Oreumenes decoratus ingår i släktet Oreumenes och familjen Eumenidae. Inga underarter finns listade i Catalogue of Life.